# Alexander Harper
Alexander Harper (* 5. Februar 1786 bei Belfast, Königreich Irland; † 1. Dezember 1860 in Zanesville, Ohio) war ein US-amerikanischer Politiker. Zwischen 1837 und 1853 vertrat er dreimal den Bundesstaat Ohio im US-Repräsentantenhaus.

## Werdegang
Noch in seiner Jugend kam Alexander Harper aus seiner nordirischen Heimat nach Zanesville in Ohio, wo er vorbereitende Schulen besuchte. Nach einem Jurastudium und seiner 1813 erfolgten Zulassung als Rechtsanwalt begann er dort in diesem Beruf zu arbeiten. In den Jahren 1820 und 1821 saß er als Abgeordneter im Repräsentantenhaus von Ohio; von 1822 bis 1836 war er Vorsitzender Richter am Berufungsgericht. Politisch schloss er sich der in den 1830er Jahren gegründeten Whig Party an.
Bei den Kongresswahlen des Jahres 1836 wurde Harper im zwölften Wahlbezirk von Ohio in das US-Repräsentantenhaus in Washington, D.C. gewählt, wo er am 4. März 1837 die Nachfolge von Elias Howell antrat. Bis zum 3. März 1837 konnte er zunächst eine Legislaturperiode im Kongress absolvieren. Bei den Wahlen des Jahres 1842 wurde er im 14. Distrikt erneut in den Kongress gewählt, wo er am 4. März 1843 George Sweeny ablöste. Nach einer Wiederwahl konnte er bis zum 3. März 1847 zwei weitere Amtszeiten im Repräsentantenhaus verbringen. In diese Zeit fiel der Beginn des Mexikanisch-Amerikanischen Krieges. Von 1843 bis 1845 war Harper Vorsitzender des Ausschusses zur Kontrolle der Ausgaben des Postministeriums und des Patentausschusses.
Im Jahr 1850 wurde er nochmals im 14. Bezirk seines Staates in den Kongress gewählt, wo er zwischen dem 4. März 1851 und dem 3. März 1853 als Nachfolger von Nathan Evans eine letzte Legislaturperiode absolvieren konnte. Diese Zeit war von den Ereignissen im Vorfeld des Bürgerkrieges geprägt. Nach seiner Zeit im US-Repräsentantenhaus praktizierte Harper wieder als Anwalt in Zanesville, wo er am 1. Dezember 1860 starb.